# Little Joy
Little Joy es una banda brasileña/estadounidense de rock formada en 2007 por el guitarrista y cantante de Los Hermanos, Rodrigo Amarante, Fabrizio Moretti, baterista de The Strokes, y Binki Shapiro. Amarante y Moretti se conocieron en 2006, en un festival en Lisboa donde sus respectivas bandas estaban tocando, y surgió la idea de empezar un nuevo proyecto musical que no tuviera relación con sus bandas de origen. En 2007, con Los Hermanos en un hiatus "por tiempo indeterminado", Amarante viajó hacia Los Ángeles para colaborar con Devendra Banhart en el álbum Smokey Rolls Down Thunder Canyon. Moretti y él se conocieron en el tiempo entre grabaciones para hablar "de cualquier cosa menos música". A través de conocidos, conocieron a la multiinstrumentista Binki Shapiro, quien trabajó junto a ellos en algunas canciones que Moretti había empezado a escribir. La banda entonces se mudó a una casa en Echo Park, Los Ángeles para escribir música más original y grabar algunos demos. La banda fue nombrada "Little Joy" a raíz de un bar cerca de esa casa. Su álbum debut fue grabado con la ayuda del productor Noah Georgeson y el ingeniero Beau Raymond, a quien Amarante conoció en las sesiones con Devendra Banhart. Fue lanzado por Rough Trade Records el 4 de noviembre de 2008, y fue aclamado por Pitchfork Media como "uno de los discos más dulces, fáciles de escuchar y disfrutables de la temporada".
El álbum obtuvo cuatro estrellas por la revista Rolling Stone y Nick Hornby lo votó como su álbum preferido del 2008.

## Miembros
- Fabrizio Moretti – guitarra, guitarra tenor, piano, bajo, baterìa, percusiones, melódica, coros
- Binki Shapiro – vocales, guitarra, carillón, percusiones, coros
- Rodrigo Amarante – vocales, guitarra, piano, bajo, ukulele, órgano, Mellotron, percusiones, coros

### Miembros Adicionales
- Andrew Balogh - saxofón barítono
- Ryan Duffy - violín
- Alison Lowell - oboe
- Maciej Sflif - bassoon
- Brendan Speltz - violín
- David Tuohy - coros en "With Strangers"
- Keegan Madera - trombón
- Wen Yee - viola
- Amy Tatum - instrumentos de viento
- Loribeth Capella - coros en "With Strangers"
- Mia Barcia-Colombo - chelo
- Adam Green - coros en "With Strangers"
- Andy Leonard - clarinete
- Nick Valensi - coros en "With Strangers"
- Noah Georgeson - guitarra, mezcla, producción de audio, guitarra, coros, productor
- Mia Barcia Colombo - chelo
- Mike Davis - trompeta
- Carlos Zetino - coros, ambiente
- Devendra Banhart - voces adicionales en "Don't Watch Me Dancing"

## Apariciones
El 4 de septiembre de 2009, Beck anunció su segundo álbum de covers, Songs of Leonard Cohen. Binki Shapiro está nombrada como contribuidora, así como también Devendra Banhart, MGMT y Andrew Stockdale de Wolfmother.
Shapiro también apareció como la "musa" Beck en muchos de los videos de su álbum, The Information, lanzado en octubre de 2006.

## Discografía
- Little Joy (2008)